# レフ・ピタエフスキー
レフ・ペトロヴィッチ・ピタエフスキー（露: Лев Петро́вич Пита́евский、ラテン文字転写: Lev Petrovich Pitaevskii、1933年1月18日 – 2022年8月23日）は、量子力学、電磁気学、低温物理学、プラズマ物理学、物性物理学の理論で貢献した、ロシアの理論物理学者。
博士課程の指導教官であるエフゲニー・リフシッツおよびウラジーミル・ベレステツキーとともに、影響力のあるランダウ・リフシッツ理論物理学講座シリーズの数巻の共著者でもあった。

## 来歴
1933年1月18日に、サラトフで生まれた。1955年にサラトフ州立大学を卒業した。
1958年にソビエト科学アカデミーの物理問題研究所のスタッフに加わった。
ヴィタリー・ギンツブルクと共同で、転移点近傍における超流動の理論を開発した。その中で、液体ヘリウム3は十分低温で超流動状態に転移することを理論的に示した。
ピタエフスキーは、モスクワでレフ・ランダウから教育を受けた。その期間はランダウの物理問題研究所での活動の最初の数年間であった。そこで、彼は量子渦に関する最も有名な論文を含む物性物理学の理論研究に携わり、今現在、極低温の冷却原子気体において最も体系的に用いられる理論の一つである、ボース-アインシュタイン凝縮のグロス-ピタエフスキー理論を開発した。その他の有名な論文として、イーゴリ・ジャロシンスキーとエフゲニー・リフシッツとの共著で、ファンデルワールス力に関する論文がある。その中で、電磁場下での熱ゆらぎと量子ゆらぎについての理論が固体物理学および原子物理学への重要な影響を持つ体系的な方法で開発された。
1971年にモスクワ物理工科大学の教授になった。
1980年代終わり頃から、長期滞在を通じてイタリアのトレント大学と共同研究を始めた。数年間、ハイファのイスラエル工科大学で過ごした後、最終的に1998年にトレント大学の教授になった。その後、イタリア国立光学研究所とトレント大学物理学科と共同関係にある、トレントのボーズ-アインシュタイン凝縮センターで働いた。
2022年11月以降、ボーズ-アインシュタイン凝縮センターは、ピタエフスキーの傑出した業績と長年の功績を讃えて、彼の名をとり「ボーズ-アインシュタイン凝縮ピタエフスキーセンター」に改名した。

## 受賞歴
- 1987年 ランダウ金賞 - プラズマ物理学の研究に対して
- 1997年 ユージン・フィーンバーグ記念メダル - ボーズ超流動とヘリウム液体の理論、特に超流動ヘリウム4の重要な側面の理解の基礎を提供し、今現在冷却ボゾン原子の領域まで広がっている、ラムダ転移付近のゆらぎと超流動における素励起と渦度の研究に関する独創的な貢献に対して[4]
- 2003年 聖ヴァーツラフの鷲 - トレント市最高の栄誉
- 2008年 ランダウ金賞（2度目） - グロス・ピタエフスキー方程式のボーズ凝縮理論を含む現代の理論物理学への貢献と、世界的に有名な理論物理学教程の新しい部分と以前未発表だった更新部分の執筆への貢献に対して
- 2012年 名誉博士号（モンペリエ大学、フランス）[5]
- 2013年 名誉博士号（インスブルック大学、オーストリア）
- 2013年 名誉博士号（テキサスA&M大学、アメリカ）
- 2018年 ポメランチュク賞 - ジョルジョ・パリージと共同受賞
- 2018年 エンリコ・フェルミ賞 - イタリア物理学会、フェデリコ・カパッソとエリオ・トサッティと共同受賞 [6]
- 2019年 BECシニア賞 - サンドロ・ストリンガリと共同受賞[7]
- 2021年 ラルス・オンサーガー賞 - 不均一なボース-アインシュタイン凝縮に関するグロス-ピタエフスキー理論を創始し、その後の極低温の原子気体に適用された量子流体理論への広範な貢献に対して[8]

## 出版物

### 単行本
理論物理学教程シリーズへの貢献については、当該項目を参照されたい。
- L. P. Pitaevskii, S. Stringari (2016). Bose-Einstein Condensation and Superfluidity. International Series of Monographs on Physics. Oxford University Press. pp. 576. ISBN 9780198758884

### 論文
- L. Pitaevskii, inspirehep.